# Metatrochophora

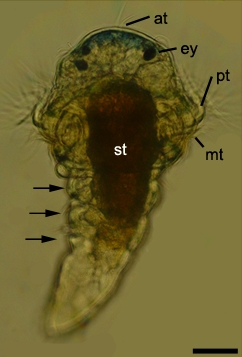
Hellfeldmikroskopie-Bild einer Metatrochophora des Ringelwurms Pomatoceros lamarckii (Familie Serpulidae)
ey = Augenfleck

Eine Metatrochophora ist eine Larve, die sich aus der Trochophoren-Larve eines vielborstigen Ringelwurms entwickelt.
Metatrochophoren haben Merkmale, die Trochophoren nicht haben, dazu gehören Augenflecken und Segmente.